# Sokorópátka

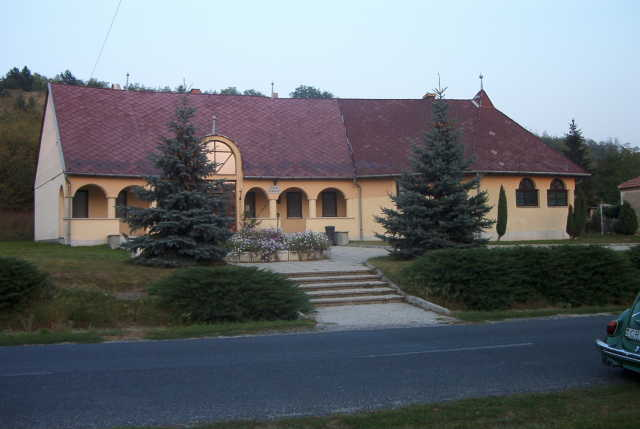
Az orvosi rendelő

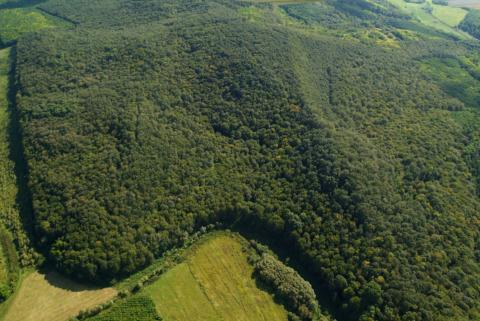
A falu és az erdőség határa (légi felvétel)

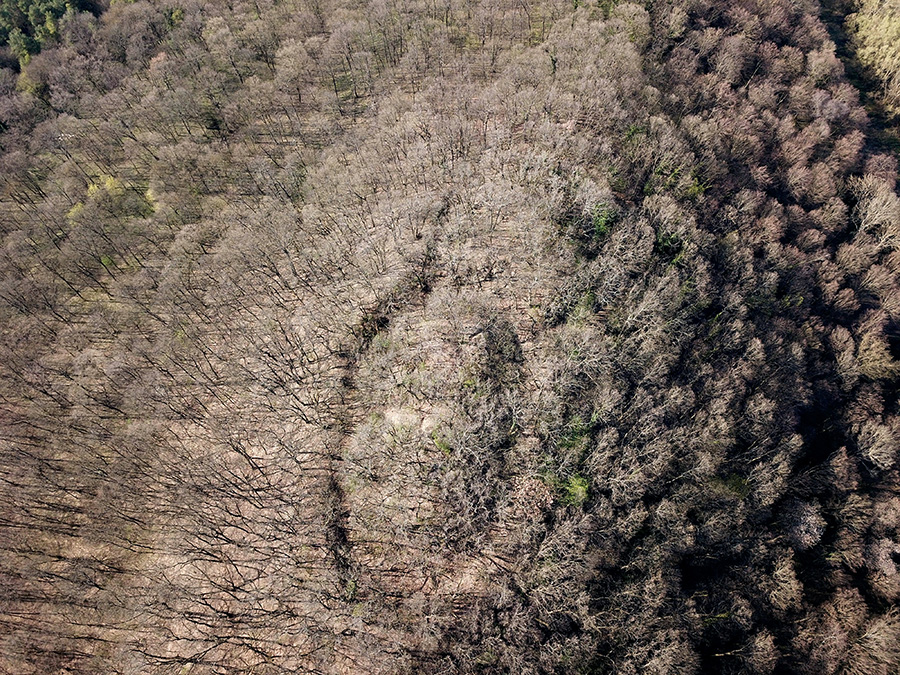
Sokorópátka, Barátok vára légi fotón

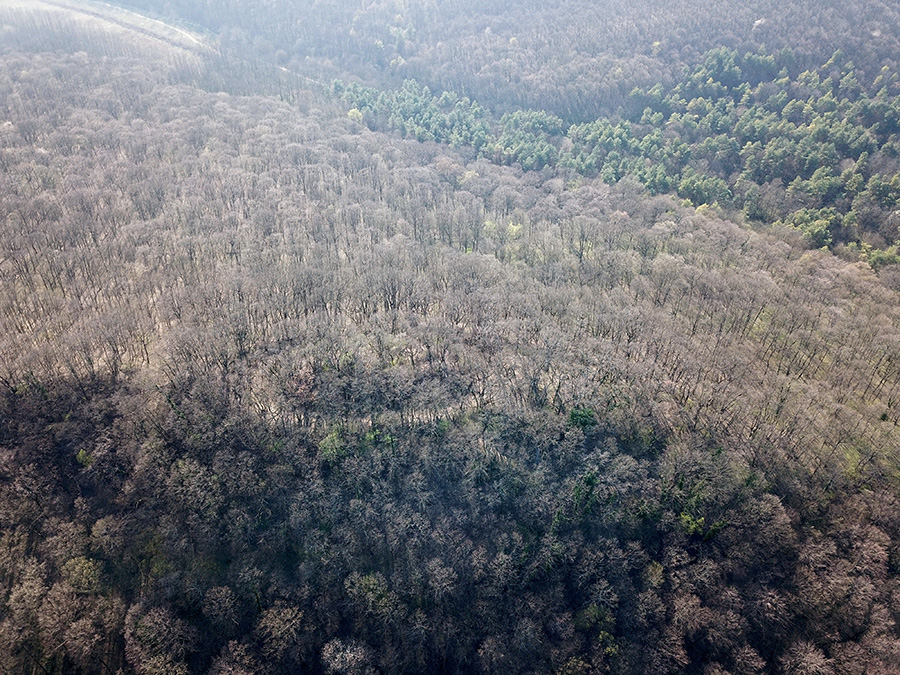
Sokorópátka, Barátok vára légi felvételen

Sokorópátka község Győr-Moson-Sopron vármegyében, a Győri járásban található.

## Fekvése
A település Győrtől, a vármegyeközponttól 28 kilométerre délre helyezkedik el, a Sokorói-dombság, a Bakony egyik északi nyúlványa mentén, amely egyfajta átmeneti területnek tekinthető a Kisalföld és a Bakony között. A dombság három nagy völgyének egyike a Sokorói-völgy, ennek az utolsó települése Sokorópátka. A vármegye leghosszabb kiterjedésű falui közé tartozik, belterülete északnyugat-délkeleti irányban több mint 5 kilométer, teljes közigazgatási területe ugyanebben az irányban meghaladja a 7 kilométert.
Természeti szépségét a falu határát felölelő erdők, a domborzati viszonyok adják. Kiváló a rálátás a Bakonyra illetve a Kisalföldre. A szőlőjéről és ízletes málnájáról híres községben még fellelhetők a népi építészet emlékei. A falu közelében található Vadalmás nevű terület vadászházánál  juthatunk el a tájvédelmi körzetbe(Pannonhalmi Tájvédelmi Körzet).

### Megközelítése
A község legfontosabb közúti megközelítési útvonala a 8309-es út, ezen érhető el Győr-Ménfőcsanak felől, Tényőn keresztül, illetve déli irányból, a 832-es főútről Gicnél letérve is.
Autóbuszjáratok leginkább Győr irányából érintik a települést.
Vasútvonal Sokorópátkának ma már a környékét sem érinti; a legközelebbi vasúti csatlakozási lehetőség régebben mintegy 8 kilométerre délre, Gicen volt, a Környe–Pápa-vasútvonal Gic-Hathalom vasútállomásán, ahol azonban 2007 óta szünetel a személyforgalom.

## Története
Első irásos említése 1258-ban volt, amikor a mai faluhoz a dombvidék nyugati vonulatának – a Sokorónak – teknő alakú völgyében fekvő Potkát Egyed comes a zsámbéki premontreieknek adományozta. 1482-ben a pálosok zsámbéki, később pedig pápai monostorára szállt. Volt itt birtokrésze a pannonhalmi apátságnak is. Maga a település nyilván az adományozó oklevélben körülírt területen volt, hisz ez a Pátka – Nagydém határának északkeleti csücskét foglalta el, északnyugat felé pedig Kajárral volt határos. Délről Répás – a község mostani határaihoz tartozó terület – mint külön határokkal jelölt település szerepel. A mai Sokorópátka helyét 1323-ban a Szent Márton apátság birtokaként említik. Egyéb írásos említései Pathka, Patka formában 1358-ra, 1387-re, 1453-ra, 1490-re datálhatók. Egy 1527-ből származó oklevél a falut szintén Patka néven említi. A törökök környékbeli megjelenése más településekkel együtt ennek pusztulását is okozta. 1592-ben Dereskey Demeter mint enyingi Török István képviselője tiltakozott a pápai városhoz tartozó pátkai erdők elfoglalása ellen. 1621-ben pedig Bethlen Gábor átirati levelében Pátkát mint pusztát említi, mint a lövöldi perjelséghez tartozó birtokot.
Húsz évvel később, 1641-ben viszont a Skothinszky János pápai pálos perjel nevében eljáró Radich Miklós Győr vármegyei főbíró tiltott mindenkit Pátka birtokba vételétől. A pápai pálosok birtokjoga fönn is állt egészen a rend megszüntetéséig. A névadó település minden valószínűség szerint a Várhegynek és Harangozónak nevezett terület környékén lehetett. Ezt a még ma is élő faluhely dűlőnév is megerősíteni látszik. A pálosok pátkai pusztájához tartozó hegy promontoriális hasznosításának megerősítését az 1765. május 20-i keltezésű hegyközségi szerződés bizonyítja. Eszerint a tényői határtól a Szt.-Mártoni gyalogúttal a gici határig érintett területet szőlők tsinálására kiadták.
A mai – újratelepült – község történetének innen számítható a kezdete. A névazonosság könnyen magyarázható Pátkapusztának – mint birtokigazgatási helynek – továbbélésével. A vállalkozó környékbeliek 1766. január 1-jétől számítva nyolc évet kaptak a hegy megtisztítására, szőlőkkel való betelepítésére. Új helyzetet teremtett a rend megszüntetése. A kimért szőlőterületen kívüli rendi birtok kincstári kezelésbe került. Megjelentek a továbbra is Pátka-pusztán székelő bérlők, akikkel nem kevés gondja támadt a hegyközségbelieknek. Az 1765-tel kezdődő szakasz a megtelepedés első és legfontosabb időszaka. A 19. század végére azonban jelentősen megnő az Amerikába véglegesen vagy ideiglenesen kivándoroltak száma. Lakói elsősorban szőlő- és gyümölcstermesztéssel foglalkoztak. Így kaphatta a község a „kenyeretlen Pátka” nevet, ugyanakkor a „gyümölcsös Pátka” nevet is.
Nem véletlen, hogy az erdők közvetlen közelében élő erdőbirtoklásból kizárt lakosság körében az erdőhasználat különböző szokásai is kialakultak, a gombázástól a téli tüzelő beszerzéséig. Az ölfavágás, folyamatos erdei munka még a 60-as évek közepén is rendszeres vagy idény jellegű tevékenység volt. A Nagyatádi-féle földreform enyhített gondjaikon azzal, hogy a házhelyek juttatása mellett a vallásalapítványi birtokokból szántóföldhöz is juttatott családokat. Ennél jelentősebb volt az 1945-ös földreform újabb házhely- és szántóföld-juttatásai révén.
A falu 1934-ig a Tényői Körjegyzőséghez tartozott, utána önálló 1977-ig. Ekkor a Tényői Községi Közös Tanács társközsége lett. 1990 után ismét önálló a községi önkormányzat. Az itteni gazdálkodás lehetőségeit nem csupán a szűkre szabott tér, hanem az erősen kötött anyagos talaj is befolyásolta. A megélhetés biztosítéka az ugyanolyan nagyságú területen elvégzett – szerencsésebb határú településekhez képest – dupla vagy tripla munkaenergia volt. Mindemellett a falu határa kiválóan alkalmasnak bizonyult egy önellátásra, belterjes állattartásra épülő mezőgazdálkodásra. Kiegészítő jövedelmet századunk első felében a gyümölcstermesztés, később az intenzív állattartás biztosított az embereknek. A málna és egyéb bogyós gyümölcsűek lassacskán a mezőgazdasági terület üde színfoltjává válnak. A termelőszövetkezetet 1959-ben szervezték meg, a megyében az utolsók között. Később egyesítették a tényői termelőszövetkezettel. Ennek felszámolása után – az 1990-es évektől egészen napjainkig új birtok- és gazdálkodási viszonyok formálódnak.

## Jelene
A településnek az 1898. évi IV. törvénycikkel megállapított neve lett Sokorópátka. Az 1900. évi hivatalos helységnévtárban még Pátka néven szerepelt. A Sokorói-dombvidék lakott helyei közül ez az egyetlen, amely ma is viseli a „Sokoró”  megkülönböztető jegyet. A falu 1934-ig a tényői körjegyzőséghez tartozott, utána vált önállóvá. 1977-től a Tényői Községi Közös Tanács társközsége volt. 1990-től ismét önálló község lett.
A község közintézményei jó állapotban vannak. Művelődési házát 1932-ben, a községházát 1934-ben építették. 1980-ban 50 férőhelyes napközi otthonos óvodát építettek 100 adagos konyhával. Ezzel megoldódott az általános iskolások menzai és az öregek szociális étkeztetése. 1992-ben új orvosi rendelővel gazdagodott a község, azóta minden nap van orvosi rendelés. Az egészségügyi intézményben fogorvosi rendelő is helyet kapott. 1997-től a faluban gyógyszertár működik. Infrastrukturális fejlődésében nagy lépés volt az 1960-ban bevezetett villany. A helyi utakat először 1965-ben, majd 1967-ben újították meg nemcsak az átmenő, hanem a helyi közlekedés könnyítésére is. A gici út (1986) és a Ravazd irányába kiépített erdei aszfaltozott út (1986) a gazdasági érdekeken túl a jobb megközelítést és kapcsolattartást is szolgálja. Az autóbusz 1986-tól a Majori út–Rákóczi út vonalán közlekedik. Az ivóvízhálózat üzembe helyezése 1990-ben, a szennyvízcsatorna kiépítése 1997-ben valósult meg, a földgázhálózat 1997-ben létesült, Utána a közutakat is helyreállították, 2000-től valamennyi belterületi út szilárd burkolatú.. A belterületi csapadékvíz elvezetésére az árokrendszer 2000–2010-ig valósult meg.
Az általános iskola önálló, 1991-től a gici, 2009-től a bakonytamási gyermekek is ide járnak. 1995-ben tornaterem és számítástechnikai terem épült, 2010-2011-ben két tanteremmel bővült az iskola és a 21. századi nevelési, oktatási körülményeket alakítottak ki. A napköziotthonos óvoda tagóvodája lett 2007-ben a gici, később a bakonytamási is. 2009-től az intézmény egységes óvodaként és bölcsődeként működik. 2010-2011-ben tornateremmel gazdagodott.
2006. évben önkéntes munkával fedett főállású lőtér létesült a Kőhányáson önkéntes munkával, 2007-ben a sportöltöző bővítése és felújítása valósult meg .
1989-ben kiadták az ország első falusi újságját Sokoróaljai Kisbíró címmel.
1996-ban millecentenáriumi emlékmű épült a Honfoglalási Parkba. 2006-ban kialakították az 56-os és a Kutassy Parkot, 2008-ban a Születések Parkját. Az Életút Program keretében rendeletben szabályozták az emberi élet sorsfordulóinak támogatását.  2003-ban közösségi ház épült a civil szervezetek részére. Az önkormányzat 2005-ben ételszállító járművet, 2009-ben falubuszt vásárolt.
A vörös barátok mondáját 2015. évben a Győr-Moson-Sopron megyei Értéktár Bizottság – kulturális örökség szakterületen – elsőként megyei szellemi értéknek, megyerikumnak nyilvánította. A mondát a 2015-ben megalakult Sokorópátkai Települési Értéktár Bizottság is nemzeti értéknek nyilvánította, a Harangozó-hegyi barátok várát pedig a Sokorói Tájegységi Értéktár 2019-ben tájegységi értéknek minősítette. A monda megőrzését, továbbadását a mondabeli helyszínek megismerésével biztosítják. A Harangozóhoz, a barátok egykori kolostorához 2016 óta a nemzetközi tájnapon nagy sikerrel kísértetjárta túrát szerveznek. 
A Sokorópátkai Települési Értéktár Bizottság a Trianon-emlékművet 2021-ben nyilvánította nemzeti értékké és az épített környezet kategóriába sorolta. A templombúcsú alkalmával zarándokmisét tartottak, mellyel hagyományt szeretnének teremteni.
Sokorópátkán található a világ legnagyobb székely kapuja. A közúton átívelő, népi motívumokkal díszített kapu 10 és fél méter magas, 16 méter széles, és 28 négyzetméter faragott felülete van. A két kaputükörbe a hatvannégy vármegye címerének befaragása folyamatban van. A kivitelezéséhez szükséges faanyagot Erdélyből szerezték be. A kezdeményezők – a Sokorói Tájegység Egyesülés, valamint a Pannonhalmi Tájegység Vállalkozók Egyesülése – a Sokoró Kapuját közösségi összefogásból, adományokból, társadalmi munkával valósították meg. Fő szervező Vajda Péter a Sokorói Tájegység Egyesülés elnöke.  Felavatására és felszentelésére a Nemzeti Összetartozás Ünnepén, 2023. június 3-án került sor.

## Közélete

### Polgármesterei
- 1990–1994: Mecséri Lajos (független)[4]
- 1994–1998: Mecséri Lajos (független)[5]
- 1998–2002: Mecséri Lajos (független)[6]
- 2002–2006: Mecséri Lajos (független)[7]
- 2006–2010: Mecséri Lajos (független)[8]
- 2010–2014: Czibulya Balázs (független)[9]
- 2014–2019: Czibulya Balázs (független)[10]
- 2019–2024: Bassák Attila (független)[11]
- 2024– : Bassák Attila (független)[1]

### Jegyző
- 1990–2010: Vehrer Ferencné, aki 1972-1990 között a végrehajtóbizottság titkára volt.

## Népesség
A település népességének változása:
| Lakosok száma | 1118 | 1106 | 1102 | 1150 | 1100 | 1106 | 1097 |
|               | 2013 | 2014 | 2015 | 2021 | 2022 | 2023 | 2024 |

A 2011-es népszámlálás során a lakosok 89,2%-a magyarnak, 0,4% cigánynak, 0,5% németnek mondta magát (10,8% nem nyilatkozott; a kettős identitások miatt a végösszeg nagyobb lehet 100%-nál). A vallási megoszlás a következő volt: római katolikus 73,5%, református 0,7%, evangélikus 3,2%, felekezeten kívüli 4,5% (17,3% nem nyilatkozott).
2022-ben a lakosság 92,5%-a vallotta magát magyarnak, 0,5% németnek, 0,4% románnak, 0,2% cigánynak, 0,1-0,1% szerbnek és ukránnak, 1,3% egyéb, nem hazai nemzetiségűnek (7,4% nem nyilatkozott; a kettős identitások miatt a végösszeg nagyobb lehet 100%-nál). Vallásuk szerint 47,4% volt római katolikus, 2,3% evangélikus, 0,6% református, 0,1% görög katolikus, 0,4% egyéb keresztény, 1,5% egyéb katolikus, 7,1% felekezeten kívüli (40,6% nem válaszolt).

## Látnivalók
- Római katolikus templom (1913). Romantikus stílusú épület. A templom előtti kertben I. világháborús hősi emlékmű és Mária-szoborfülke (1899). Megtalálható: Öreg u. 65. (a falu északi részén).
- Az általános iskolában egy, a 20. század iskolatörténetét bemutató gyűjtemény látható.
- Néprajzi kiállítás
- Vörösbarátok „vára” (rom)
- Pálos kolostor (rom)
- Harangozóhegy
- Pannonhalmi Tájvédelmi Körzet
- Trianon-emlékmű

Népszokások:
- A szentestei mendikálás,
- A húsvéthétfői locsolás,
- a májusfaállítás,
- templombúcsú minden év október második vasárnapján.

Népmonda: vörös barátok mondája
Népi ételek:: csiripiszli, prósza, lakodalmi kujcsos, kuglóf.
Programok:
- Kísértettúra a Harangozóhegyre minden év októberében a tájnapon
- Zarándokmise a Kőhányáson a Trianon-emlékműnél minden évben október második hétvégéjén

### Nevezetes emberek
Itt születtek:
- Kutassy Pál őrnagy Osztályparancsnok az 1848/1849. évi szabadságharcban. Aradon először halálra ítélik, majd 12 év várfogságra változtatják.
- Kutassy Ignác főszázados. Aradon 10 év várfogságra ítélik. Testvérével 1848-ig Brunner családnéven voltak ismertek. Katonai pályafutását a kiegyezés után vezérőrnagyként fejezi be.
- Sokorópátkai Szabó István a Friedrich-, a Huszár-, a Simonyi-Semadam-kormány és Teleki kormányának kisgazdaügyi minisztere, később a szentmártoni (pannonhalmi) kerület országgyűlési képviselője[14]

## Testvértelepülése
Sokorópátka testvértelepülése régen a felvidéki Diósförgepatony volt, ma az erdélyi Görgényüvegcsűr.